# Keith Gillespie
Keith Robert Gillespie (né le 18 février 1975 à Larne, Comté d'Antrim) est un footballeur international nord-irlandais qui évolue au poste de milieu de terrain.

## Biographie
Surnommé keef, il joue pour l'Irlande du Nord.
Avec 86 sélections (2 buts) en équipe nationale il est le joueur nord-irlandais en activité le plus capé.
Il est célèbre aussi pour détenir, avec Walter Boyd, le record de l'expulsion la plus rapide en tant que remplaçant, après 0 seconde de jeu. Il est en effet expulsé, le 20 janvier 2007, tout de suite après son entrée sur le terrain pour Sheffield United, avant même que le jeu ne reprenne, pour avoir poussé un adversaire.

## Statistiques

### Buts internationaux
| Buts (2) en sélection de Keith Gillespie | Buts (2) en sélection de Keith Gillespie | Buts (2) en sélection de Keith Gillespie | Buts (2) en sélection de Keith Gillespie | Buts (2) en sélection de Keith Gillespie | Buts (2) en sélection de Keith Gillespie | Buts (2) en sélection de Keith Gillespie |
|                                          | Date                                     | Lieu                                     | Adversaire                               | Score                                    | Résultat                                 | Compétition                              |
| ---------------------------------------- | ---------------------------------------- | ---------------------------------------- | ---------------------------------------- | ---------------------------------------- | ---------------------------------------- | ---------------------------------------- |
| 1.                                       | 12 octobre 1994                          | Ernst-Happel-Stadion, Vienne (Autriche)  | Autriche                                 | 1-0                                      | 2-1                                      | Éliminatoires Euro 1996                  |
| 2.                                       | 8 octobre 2005                           | Windsor Park, Belfast (Irlande du Nord)  | Pays de Galles                           | 1-2                                      | 2-3                                      | Éliminatoires Coupe du monde 2006        |

## Palmarès
- Manchester United :
  - Vainqueur de la FA Youth Cup en 1992.
  - Vainqueur de la Charity Shield en 1994.

- Blackburn Rovers :
  - Vainqueur de la Coupe de la Ligue en 2002.

- Glentoran :
  - Vainqueur de la Coupe de la Ligue en 2010.